# Beltsville 200 1966
Beltsville 200 1966 var ett stockcarlopp ingående i Nascar Grand National Series (nuvarande Nascar Cup Series) som kördes 15 juni 1966 på den 0,5 mile (804,67 m) långa ovalbanan Beltsville Speedway i Beltsville i Maryland. Totalt avverkades 100 miles (160,934 km) fördelat på 200 varv. Banunderlaget var asfalt. Loppet vanns av Tiny Lund i en Ford på tiden 1:21.44 körande för Lyle Stelter. Lunds snitthastighet uppgick till 73,409 mph. Prispotten uppgick till 4 740 dollar, varav 1 000 dollar gick till segraren.

## Resultat
| Plc     | Nr | Förare          | Team/ bilägare           | Konstruktör | Start | Varv | Ledda varv |
| ------- | -- | --------------- | ------------------------ | ----------- | ----- | ---- | ---------- |
| 1       | 55 | Tiny Lund       | Lyle Stelter             | Ford        | 7     | 200  | 129        |
| 2       | 48 | James Hylton    | Bud Hartje               | Dodge       | 6     | 200  | 0          |
| 3       | 92 | Hank Thomas     | W.S. Jenkins             | Ford        | 16    | 195  | 0          |
| 4       | 4  | John Sears      | DeWitt Racing            | Ford        | 12    | 195  | 0          |
| 5       | 97 | G.C. Spencer    | Gray Racing              | Ford        | 14    | 193  | 0          |
| 6       | 93 | Blackie Watt    | Harry Neal               | Ford        | 20    | 192  | 0          |
| 7       | 06 | Johnny Wynn     | John McCarthy            | Mercury     | 11    | 192  | 0          |
| 8       | 86 | Neil Castles    | Buck Baker Racing        | Dodge       | 22    | 192  | 0          |
| 9       | 74 | Don Israel      | Gene Black               | Ford        | 18    | 188  | 0          |
| 10      | 9  | Roy Tyner       | Truett Rodgers           | Chevrolet   | 23    | 186  | 0          |
| 11      | 83 | Worth McMillion | Allen McMillion          | Pontiac     | 31    | 185  | 0          |
| 12      | 73 | Buddy Baker     | Joan Petre               | Ford        | 10    | 185  | 0          |
| 13      | 5  | Edgar Wallen    | i.u.                     | Chevrolet   | 24    | 179  | 0          |
| 14      | 70 | J.D. McDuffie   | McDuffie Racing          | Ford        | 19    | 178  | 0          |
| 15      | 2  | Bobby Allison   | J.D. Bracken             | Chevrolet   | 4     | 174  | 0          |
| 16      | 64 | Elmo Langley    | Langley-Woodfield Racing | Ford        | 5     | 173  | 0          |
| 17      | 02 | Doug Cooper     | Bob Cooper               | Plymouth    | 13    | 167  | 0          |
| 18      | 20 | Clyde Lynn      | Negre Racing             | Ford        | 17    | 148  | 0          |
| 19      | 57 | Lionel Johnson  | Clay Esteridge           | Ford        | 28    | 120  | 0          |
| 20      | 03 | Gil Hearne      | Ed Ackerman              | Ford        | 15    | 90   | 0          |
| 21      | 43 | Richard Petty   | Petty Enterprises        | Plymouth    | 1     | 71   | 71         |
| 22      | 90 | Sonny Hutchins  | Donlavey Racing          | Ford        | 8     | 54   | 0          |
| 23      | 75 | Gene Black      | Gene Black               | Ford        | 29    | 53   | 0          |
| 24      | 53 | Jimmy Helms     | David Warren             | Ford        | 25    | 49   | 0          |
| 25      | 95 | Henley Gray     | Gene Cline               | Ford        | 26    | 42   | 0          |
| 26      | 87 | Buck Baker      | Buck Baker Racing        | Oldsmobile  | 9     | 38   | 0          |
| 27      | 6  | David Pearson   | Owens Racing             | Dodge       | 2     | 33   | 0          |
| 28      | 72 | Bill Champion   | Champion Racing          | Ford        | 21    | 31   | 0          |
| 29      | 59 | Tom Pistone     | Pistone Racing           | Ford        | 3     | 21   | 0          |
| 30      | 58 | Joe Holder      | i.u.                     | Dodge       | 30    | 2    | 0          |
| 31      | 34 | Wendell Scott   | Scott Racing             | Ford        | 27    | 2    | 0          |
| Källor: |    |                 |                          |             |       |      |            |